# Batoumi

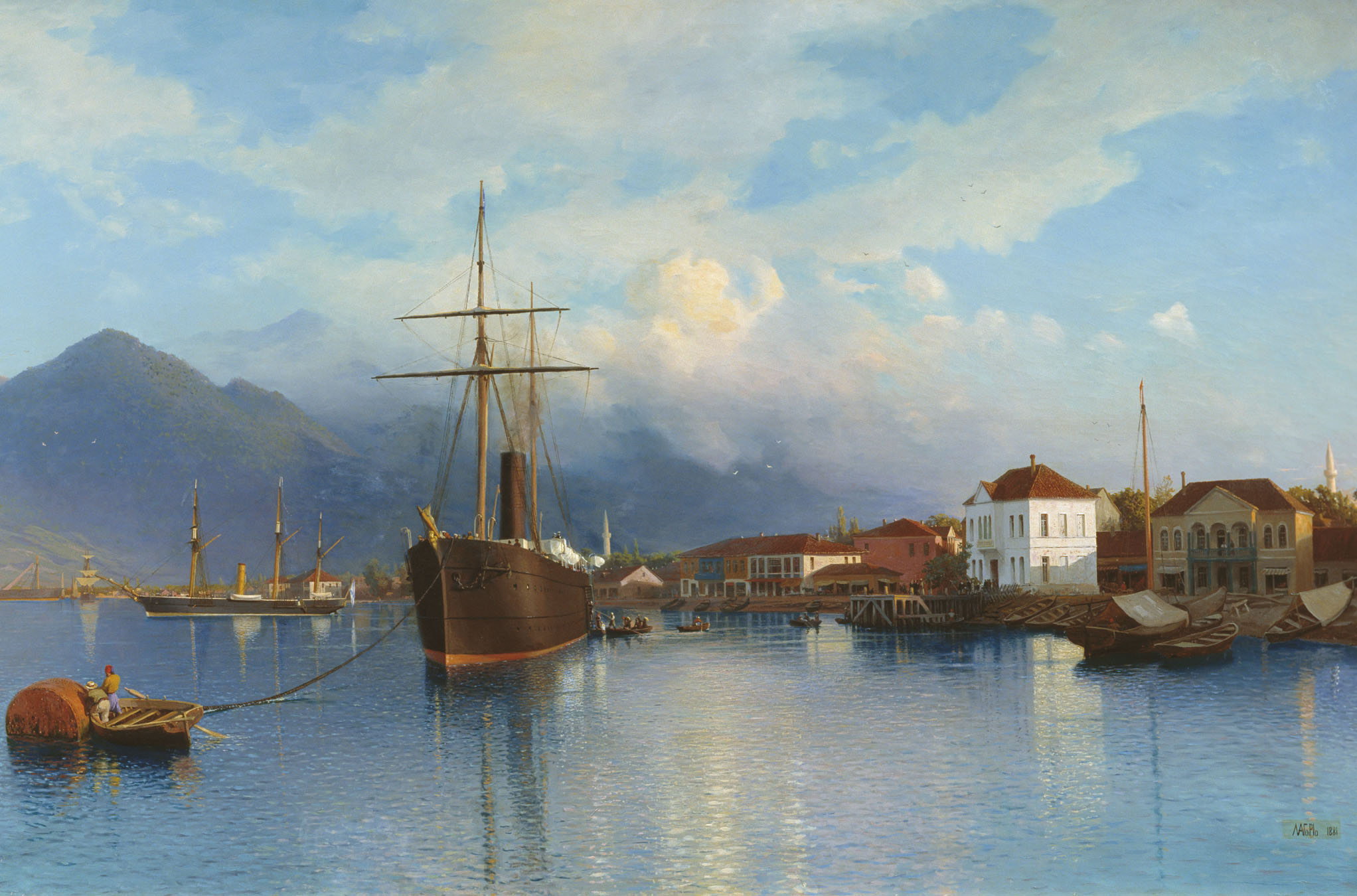
Le port de Batoumi en 1881.

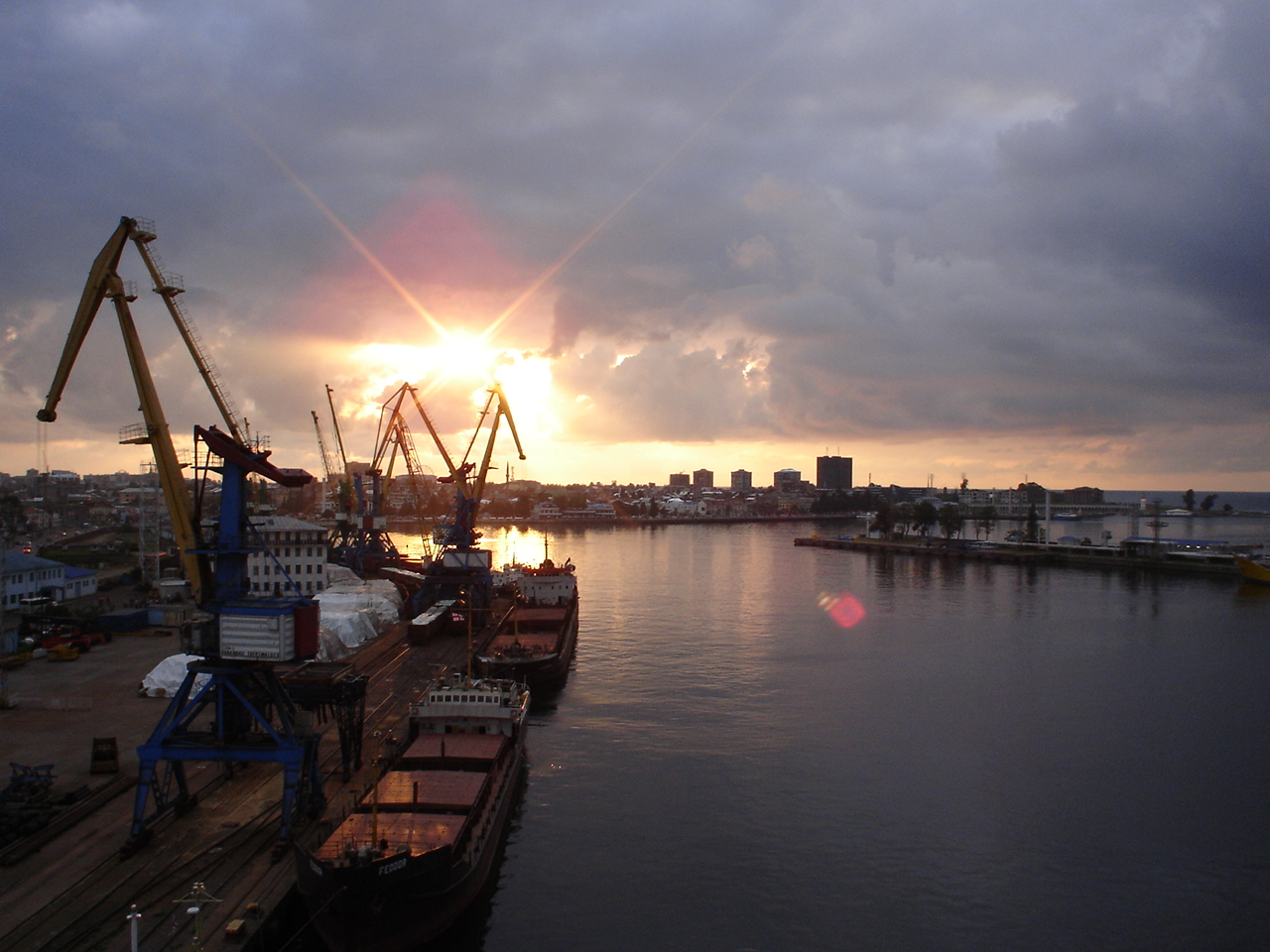
Le port de Batoumi en 2006.

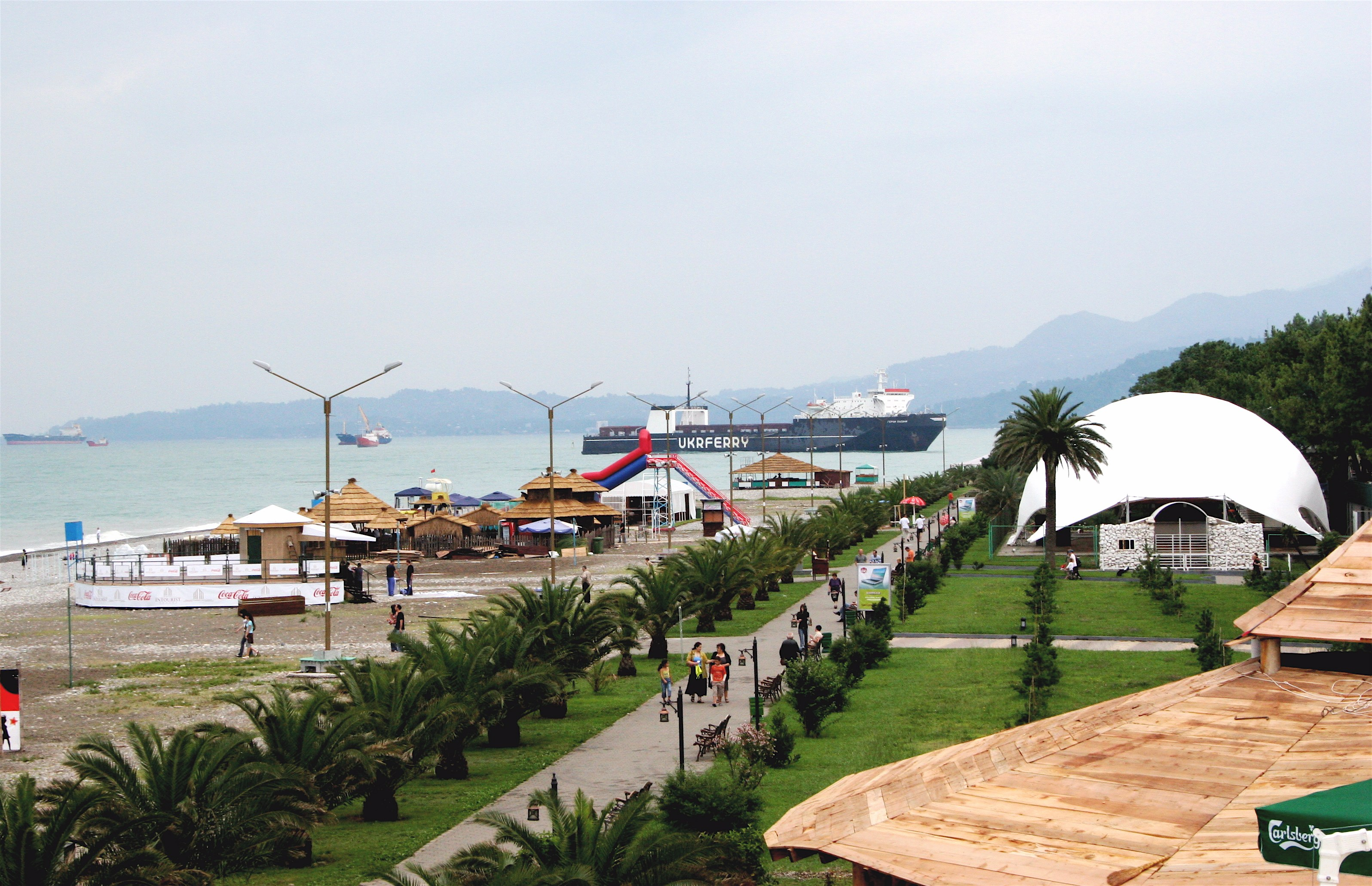
Baie de Batoumi et mer Noire.

Batoumi (en géorgien : ბათუმი, /bɑ.tʰu.mi/) est une ville de Géorgie, capitale de la république autonome d'Adjarie détachée de l'ancienne région historique de Gourie, et ayant le statut de ville depuis 1878, avec une population estimée à 154 600 habitants le 1er janvier 2016 selon l'Office national des statistiques de Géorgie.

## Géographie
Elle est située à 5 m d'altitude et à 372 km à l'ouest de Tbilissi, sur les rives de la mer Noire. Son climat pontique est doux et humide. C'est le principal port géorgien, servant de débouché et de porte d'entrée de l'axe ferroviaire et routier qui va jusqu'à Bakou et qui relie la mer Noire à la mer Caspienne.

## Histoire

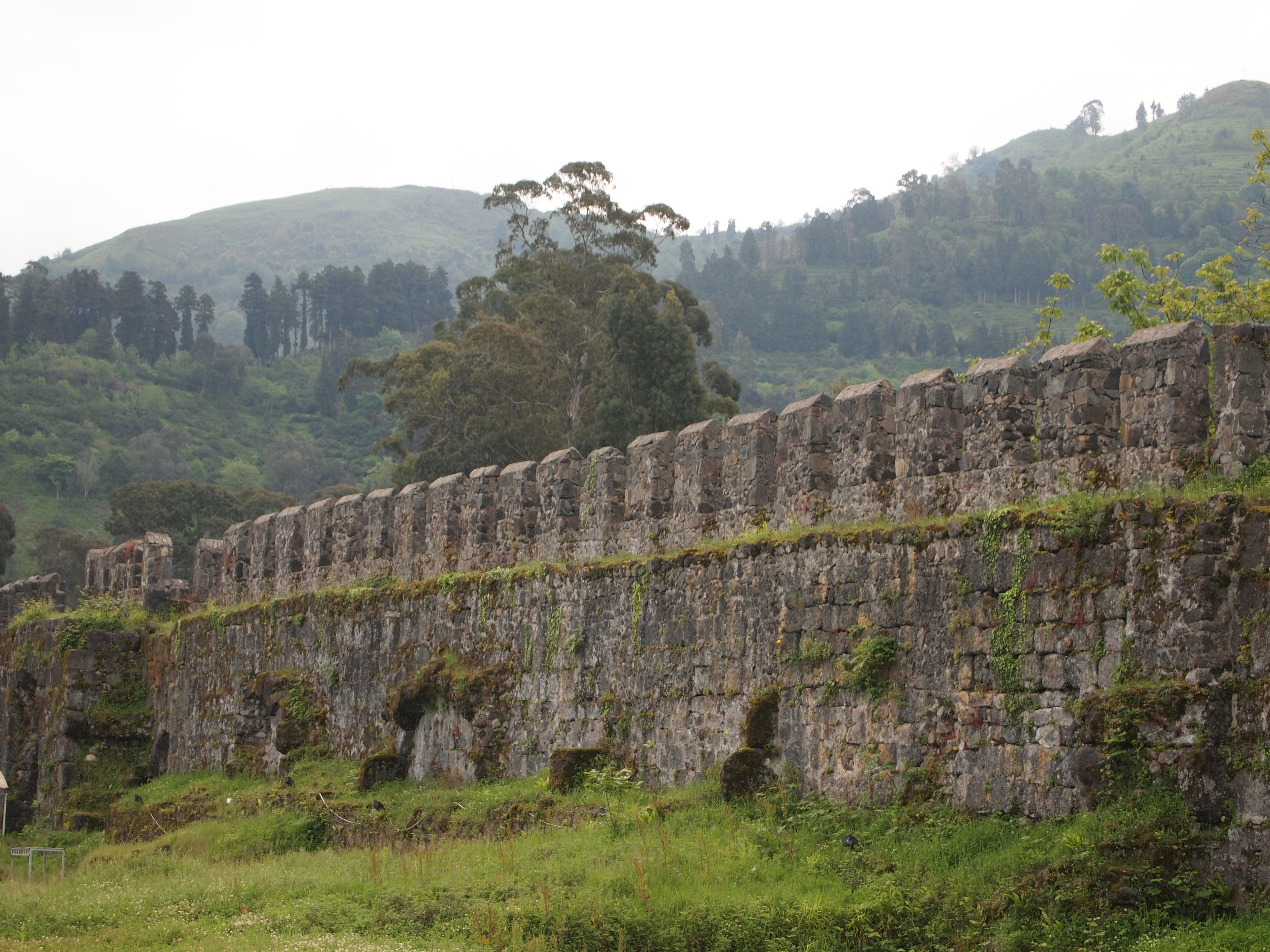
Muraille de la forteresse byzantine de Gonios (« en coin »).

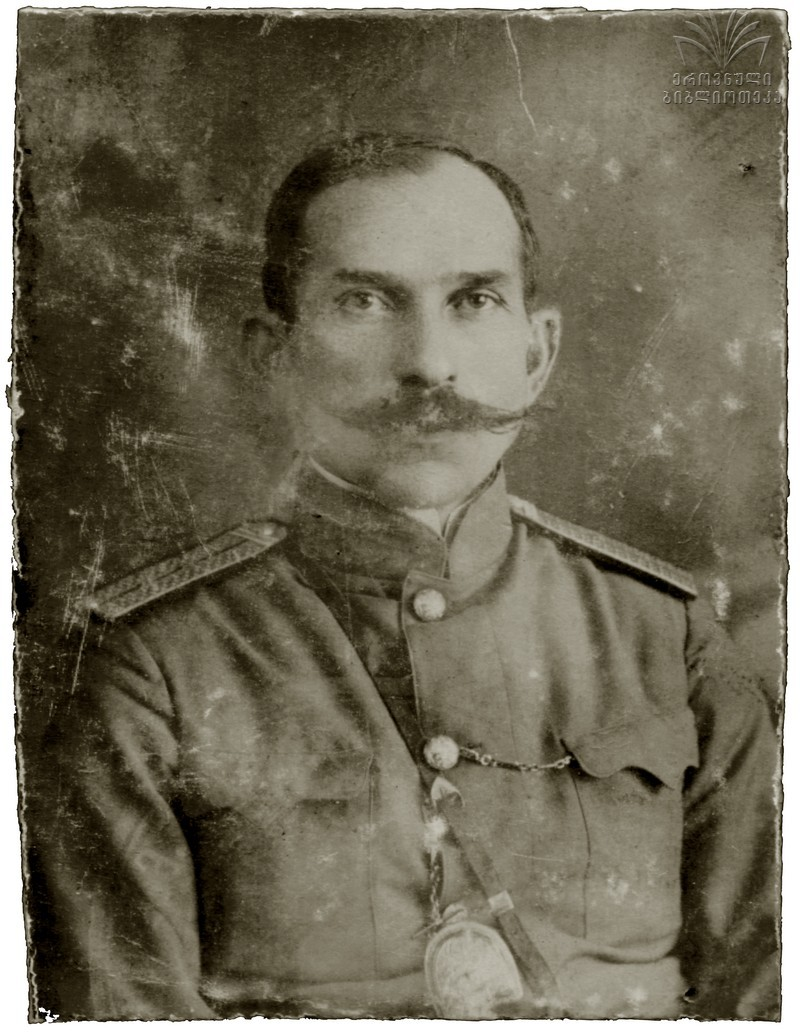
Georges Mazniachvili, président de la « République de Batoumi » proclamée fin 1919 et qui s'unit à la Géorgie après quelques semaines.

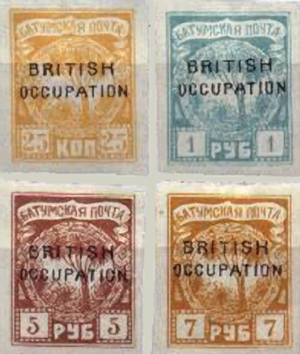
Rarissimes timbres de la Poste batoumiote surchargés par l'armée britannique début 1920.

### Antiquité
Bathys (« profonde », en grec), colonie ionienne vers 500 av. J.-C., était autrefois l'une des villes principales de Lazique (partie maritime occidentale de la Géorgie) et fut durant la période romaine le plus grand port de la province du même nom.

### Moyen Âge
À l'époque de la christianisation, Bathys-Batoumi appartient à la fois à la civilisation byzantine et aux principautés et royaumes colchidiques et ivériens, comme l'on appelait alors les états de la Géorgie.

### Période turco-ottomane
Batoumi est prise par l'Empire ottoman au XVIe siècle ; commence alors son islamisation, qui n'empêche pas la majorité des Batoumiotes de rester chrétiens, de langues pontique, laze ou géorgienne.
Au XVIIe siècle, la côte est infestée de pirates circassiens que le pouvoir tente vainement de juguler au XVIIIe siècle sous le commandement du général Ferah Ali Pacha.

### Période russe
Le 25 octobre 1853, au début de la guerre de Crimée, le général ottoman Abdi Pacha s'empare de la forteresse russe de Saint-Nicolas située au nord de la ville.
À la suite de la guerre russo-turque de 1877-1878, Batoumi, l'Adjarie et la région de Kars deviennent russes par le traité de San Stefano, et un échange de population a lieu : des dizaines de milliers de musulmans quittent la région cédée pour l'Empire ottoman, tandis que 100 000 Grecs pontiques s'installent dans l'empire russe, dont à Batoumi, où ils se consacrent au commerce maritime de céréales et de produits miniers.
La population arménienne aussi prend une place particulière dans la ville au début de l'ère russe : c'est un lieu d'immigration ouvert grâce au développement du commerce. Dans l'industrie citadine tout comme dans le commerce, apparait une bourgeoisie commerçante arménienne. Les paysans de cette nation rejoignent aussi la ville, et une classe ouvrière s'y forme, qui constitue une des bases du mouvement révolutionnaire et national arménien (le mouvement hintchak s'y implante en 1890). Au début du XXe siècle, du pétrole est extrait près de la ville, et 20 % à 30 % des ouvriers de ce secteur seraient arméniens.
La période russe marque le début du développement du tourisme dans la ville, tout comme le long de l'ensemble de la « Riviera » de la mer Noire. La récolte de thé compte aussi parmi les activités de la ville.
La fondation du fameux jardin botanique de Batoum par le botaniste Andreï Krasnov date de 1880. Il joue un rôle essentiel pour l'acclimatation de plantes subtropicales dans la région.

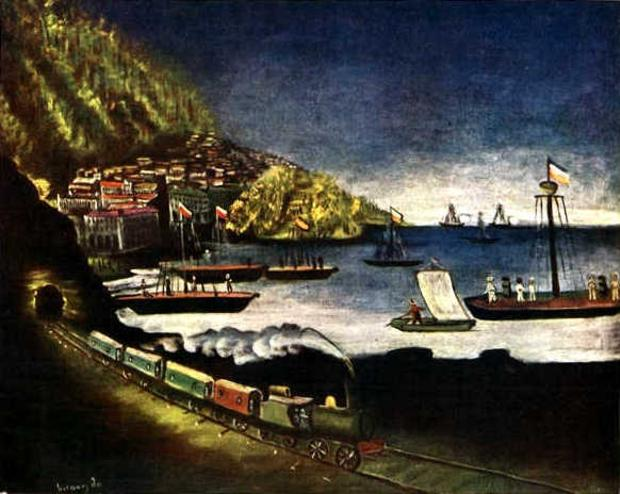
Le port de Batoumi, vu par le peintre géorgien Niko Pirosmani.

Depuis l'annexion de l'Asie centrale par la Russie, Batoumi devient un des points de passage pour les Juifs venant de cette région et voulant se rendre en Terre promise.
En 1907, Batoumi devient le débouché portuaire de l'oléoduc de Bakou à Batoumi et un des principaux ports pétroliers du monde.

### Première Guerre mondiale
Avec le délitement des empires russe et ottoman, et le retrait des troupes russes de la région du Pont en 1917, peu avant le génocide grec pontique : plusieurs dizaines de milliers de Grecs de Kars-Andachan fuient vers Batoumi, craignant la volonté des autorités turques de chasser ou exterminer les populations chrétiennes. Batoumi devient alors une ville à majorité pontique.
Au cours de la Première Guerre mondiale, les Ottomans revendiquent la région de Batoumi afin de revenir à leurs frontières de 1877, mais les Allemands sont réticents à cette exigence, et envoient dans la ville le général von Lossow afin de dissuader leur allié turc. En effet, les Allemands préfèrent avoir une Géorgie indépendante mais alliée du Reich, plutôt qu'un contact direct entre l'Empire ottoman et la Russie dont l'avenir est incertain depuis la Révolution. Cela n'empêche pas les Ottomans de profiter de la Guerre civile russe pour occuper Batoumi en 1918, ce qui amène les Arméniens et les Pontiques à fuir pour se réfugier en Abkhazie. Le 4 juin 1918, l'empire ottoman y signe avec la République démocratique d'Arménie le Traité de Batoumi qui laisse à la seconde un tout petit territoire autour d'Erevan. Batoumi est évacuée par les Ottomans et les Allemands fin 1919, puis occupée par les Britanniques : une partie des Arméniens et des Pontiques y reviennent. S'établit alors dans la ville un gouvernement connu sous le nom de « République de Batoumi » jusqu'à son union quelques mois plus tard avec la Géorgie.

### Période soviétique
La ville passe sous le contrôle de la Russie soviétique lorsque celle-ci annexe la République démocratique de Géorgie en 1921. Ville considérée comme stratégique durant la Seconde Guerre mondiale, l'Allemagne nazie envisageait son annexion directe au Troisième Reich, mais la Wehrmacht ne parvint jamais jusqu'à Batoumi. Cela n'empêcha pas Staline de déporter en Asie centrale les Meskhètes et les Pontiques de la ville « à titre préventif » : il leur faudra attendre l'année 1986 avec la glasnost et la perestroïka de Mikhaïl Gorbatchev pour être autorisés à y revenir ; par ailleurs, au fil des années, les Juifs batoumiotes quittent la ville pour Israël, profitant de la loi du retour de ce pays. Bien que la grande synagogue continue à être fréquentée, le recensement de 2002 n'en décompte plus aucun.

### Depuis l'indépendance
Lors de la dislocation de l'Union soviétique, en 1991, Batoumi devient une ville géorgienne mais reste une base navale russe : la flotte russe stationnée dans le port le quitte le 13 novembre 2007, selon l'accord convenu lors du sommet de l'OTAN à Istanbul en 2004 et signé le 30 mai 2005, avec 2008 pour échéance.
En 2011, le président géorgien Mikheil Saakachvili annonce vouloir créer plus au nord une ville nouvelle dont l'importance portuaire et la population surpasseraient celles de Batoumi, : Lazika.
Cette même année, Batoumi devient le siège de la Cour constitutionnelle dans le cadre du déplacement des institutions géorgiennes, qui voit aussi Koutaïssi abriter le Parlement. Et de nouvelles constructions, futuristes, apparaissent.
Le 24 novembre 2017 au soir, un incendie se déclare dans un hôtel 5 étoiles faisant onze morts.

## Population

### Évolution démographique
Recensements (*) ou estimations de la population, :
| 1897*  | 1923*  | 1926*  | 1939*  | 1959*  |
| ------ | ------ | ------ | ------ | ------ |
| 28 508 | 60 810 | 45 450 | 70 019 | 82 328 |

| 1970*   | 1979*   | 1989*   | 2002*   | 2012    |
| ------- | ------- | ------- | ------- | ------- |
| 100 603 | 122 815 | 136 609 | 121 806 | 125 800 |

| 2013    | 2014    | 2015*   | 2021    | - |
| ------- | ------- | ------- | ------- | - |
| 160 000 | 152 839 | 154 100 | 172 100 | - |

En 2013, un redécoupage administratif intervient entre Batoumi et Khelvatchaouri. Les données à partir de 2013 concernent Batoumi dans son nouveau découpage. Sans cet évènement, Batoumi aurait 152 839 habitants (2014).

### Composition ethnique
| Année    | Géorgiens | Géorgiens | Arméniens | Arméniens | Russes | Russes | Grecs | Grecs | Autres | Autres | Total   | Réf.   |
| 1886     | 2518      | 17%       | 3 458     | 23.4%     | 2 982  | 20.1%  | 1 660 | 11.2% | 4 185  | 28.3%  | 14 803  |        |
| 1897     | 6 087     | 21.4%     | 6 839     | 24%       | 6 224  | 21.8%  | 2 764 | 9.7%  | 6 594  | 23.1%  | 28 508  | ,      |
| 1916     | 6 481     | 32.4%     | 5 524     | 27.6%     | 4 825  | 24.1%  |       |       | 3,190  | 15.9%  | 20 020  | [ 24 ] |
| 1926     | 17 804    | 36.7%     | 10 233    | 21.1%     | 8 760  | 18.1%  | 2 844 | 5.9%  | 8 833  | 18.2%  | 48 474  |        |
| 1959     | 40 181    | 48.8%     | 12 743    | 15.5%     | 20 857 | 25.3%  | 1 668 | 2%    | 6 879  | 8.4%   | 82 328  |        |
| 2002     | 104 313   | 85.6%     | 7 517     | 6.2%      | 6 300  | 5.2%   | 587   | 0.5%  | 3 089  | 2.5%   | 121 806 | [ 25 ] |
| 2014     | 142 691   | 93.4%     | 4 636     | 3.0%      | 2 889  | 1.9%   | 289   | 0.2%  | 2 334  | 1.5%   | 152 839 | [ 26 ] |
| Sources: |           |           |           |           |        |        |       |       |        |        |         |        |

## Économie
Batoumi est le terminus de la ligne ferroviaire partant de Tbilissi. La ville est également un terminal pétrolier d'une capacité de 9 millions de tonnes par an, pour le brut venant des rives kazakhes et turkmènes de la mer Caspienne. Cette situation en fait le principal port géorgien, dont le terminal a conduit au financement par la famille Rothschild du chemin de fer la reliant à Bakou, via Tbilissi, et à son ouverture en 1883.
La société Greenoak Holdings Ltd, basée dans les Îles Vierges britanniques, détenait en 2004 la Compagnie maritime de Batoumi et la majorité des parts du terminal pétrolier de Batoumi.
Le secteur de la construction est représenté par la société allemande HeidelbergCement qui y dispose depuis 2013 d'une unité de production de béton.

### Tourisme
L'essor du tourisme des « novoritchis » (nouvelle bourgeoisie russe post-soviétique) à Batoumi et Kobouleti a encouragé la construction d'hôtels, casinos et autres lieux de loisirs avec souvent des audaces architecturales modernes qui multiplient les gratte-ciels et les innovations, à qui se distinguera le mieux dans le paysage urbain.

Batoumi
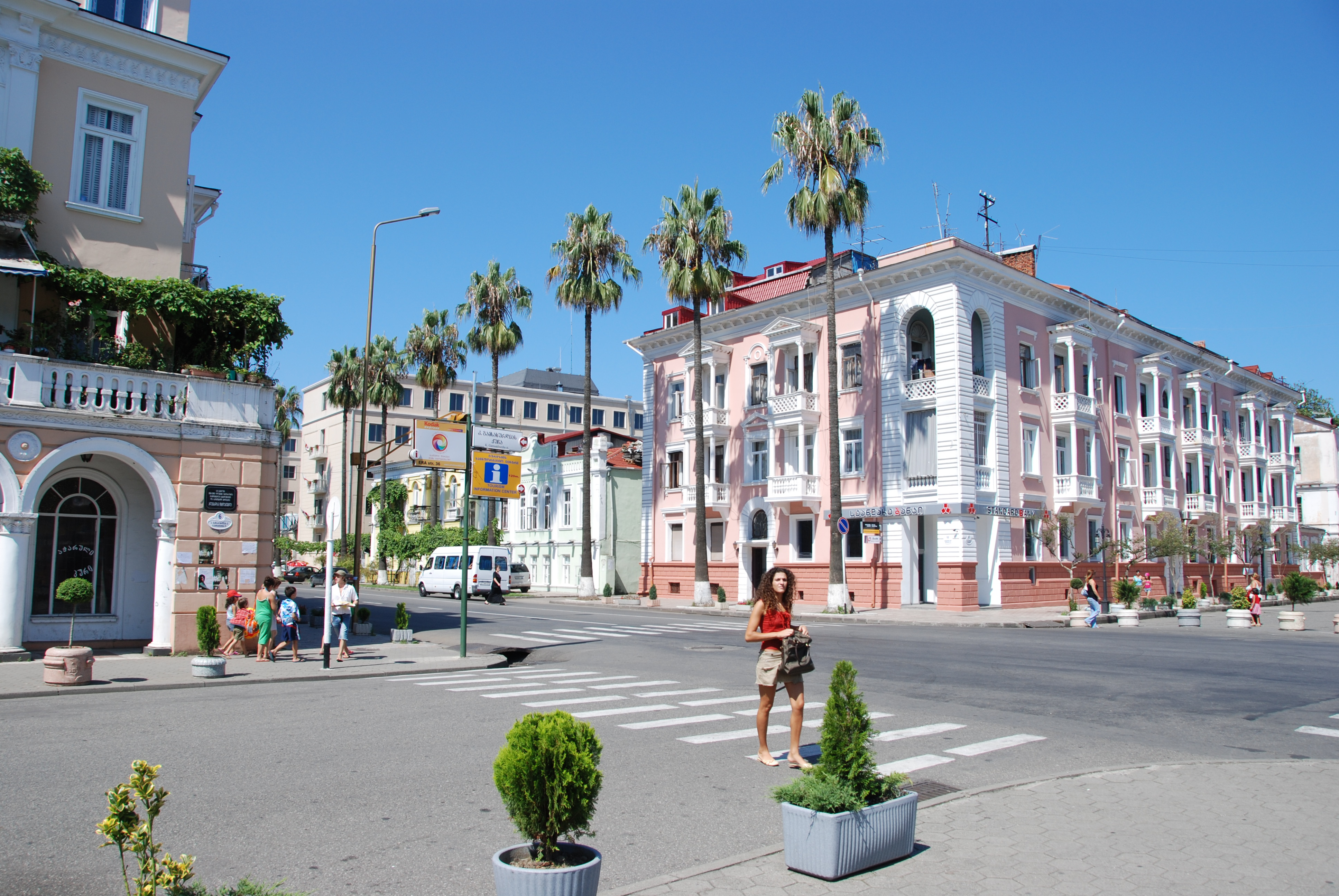
Le style de l'ancienne « riviera de Batoumi ».
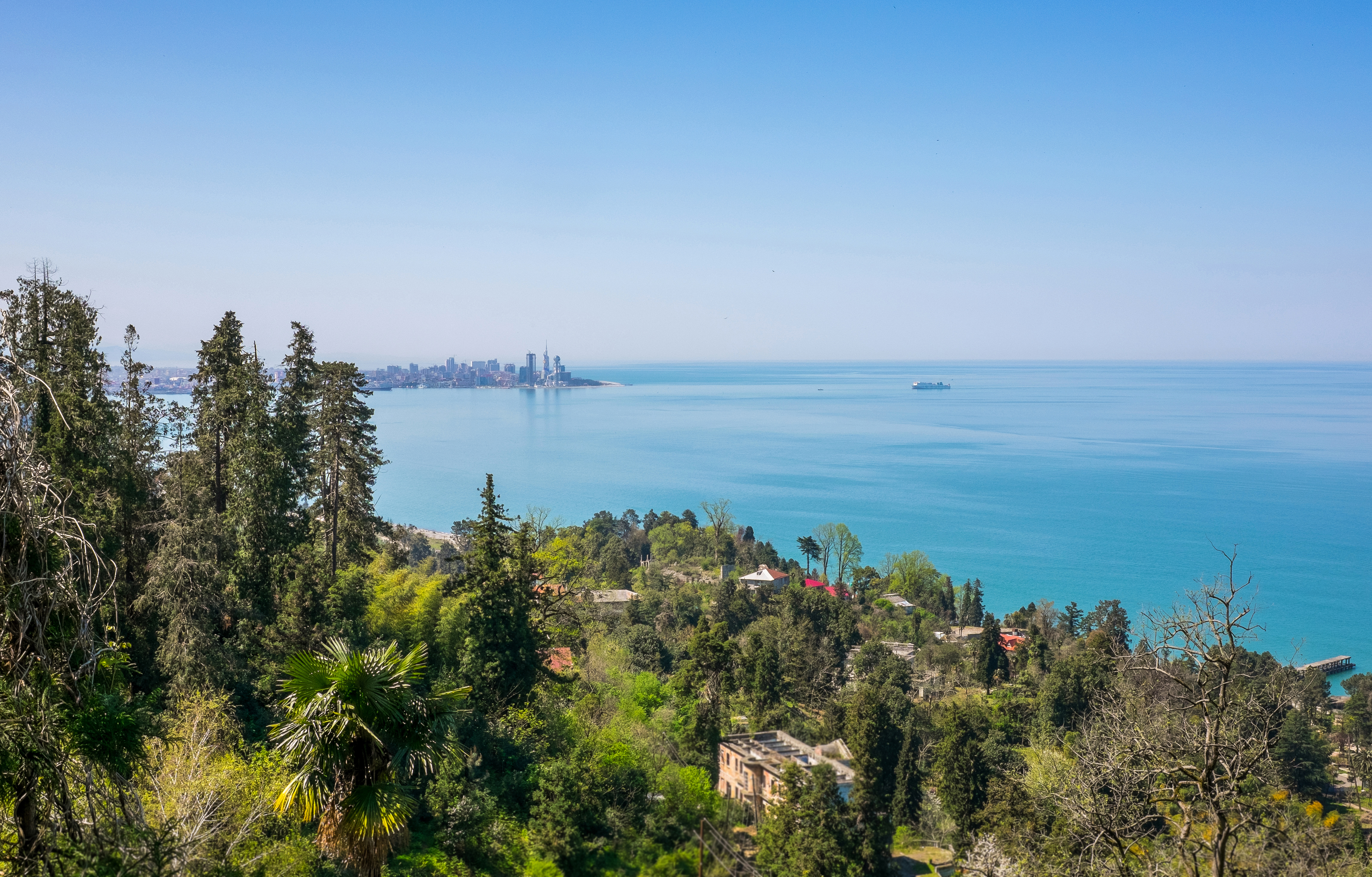
Panorama sur Batoumi avec l'horizon des nouveaux gratte-ciel.
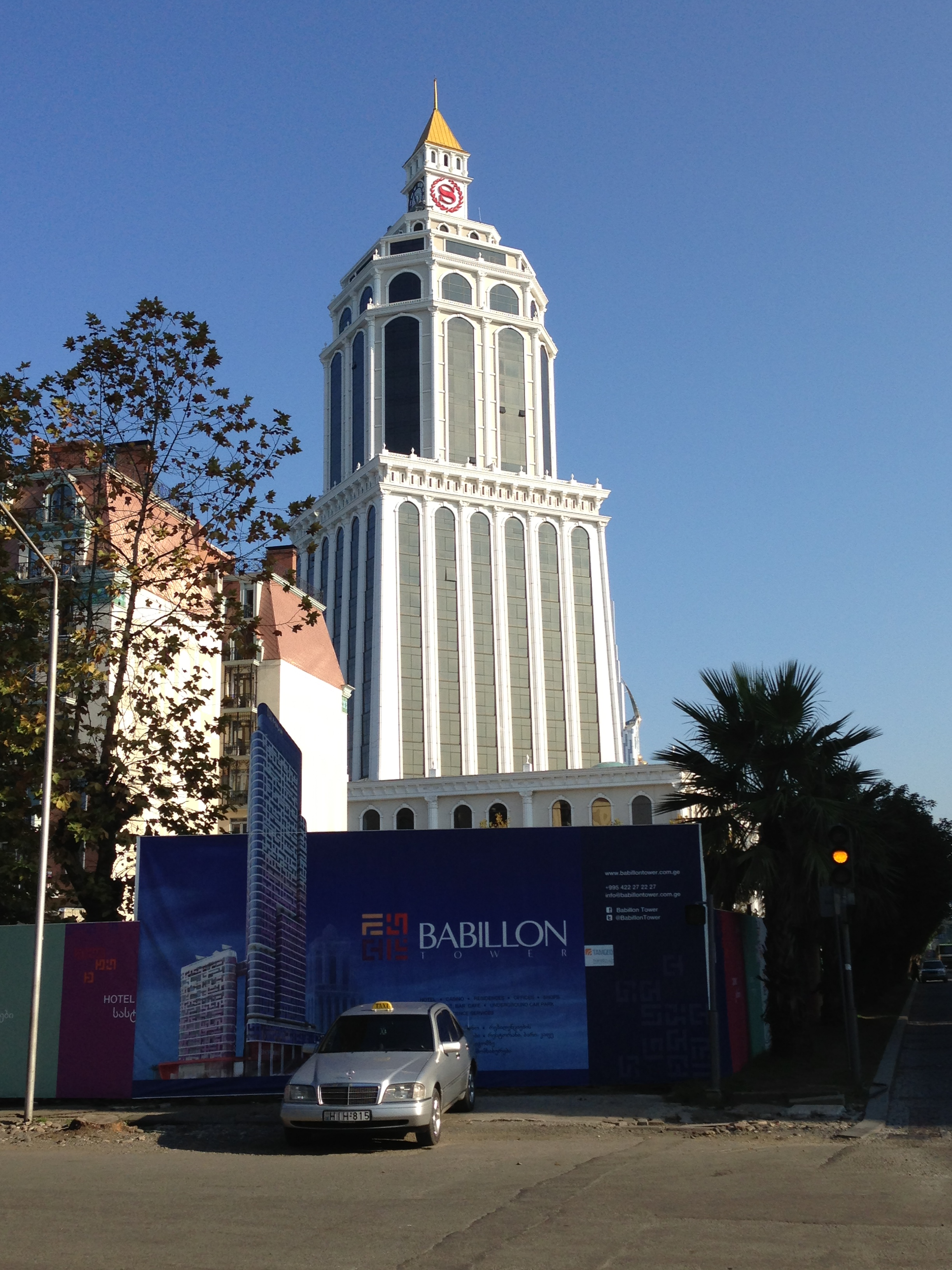
Le Sheraton Batoumi, inspiré du phare d'Alexandrie.
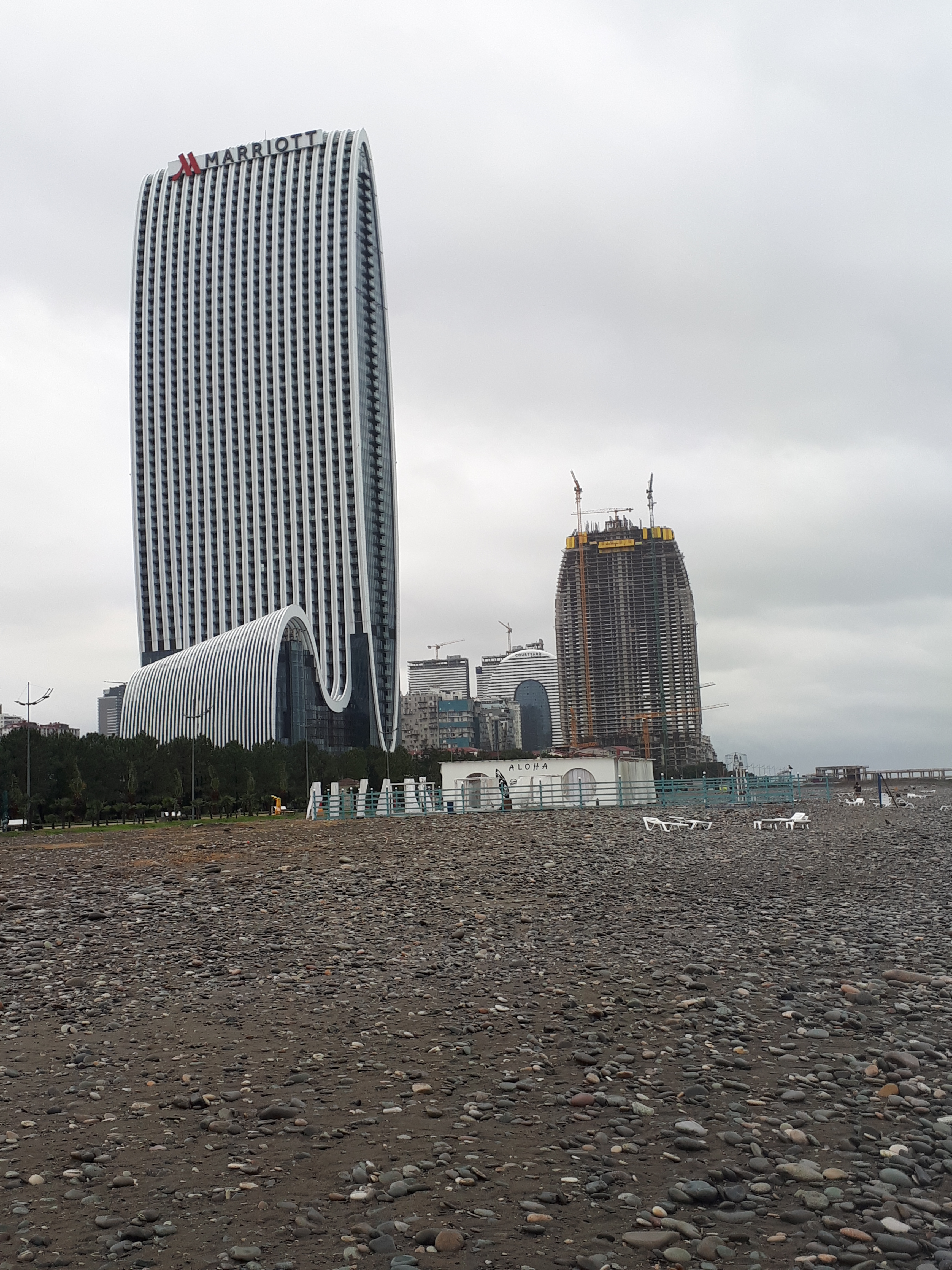
exemple d’architecture moderne à Batoumi
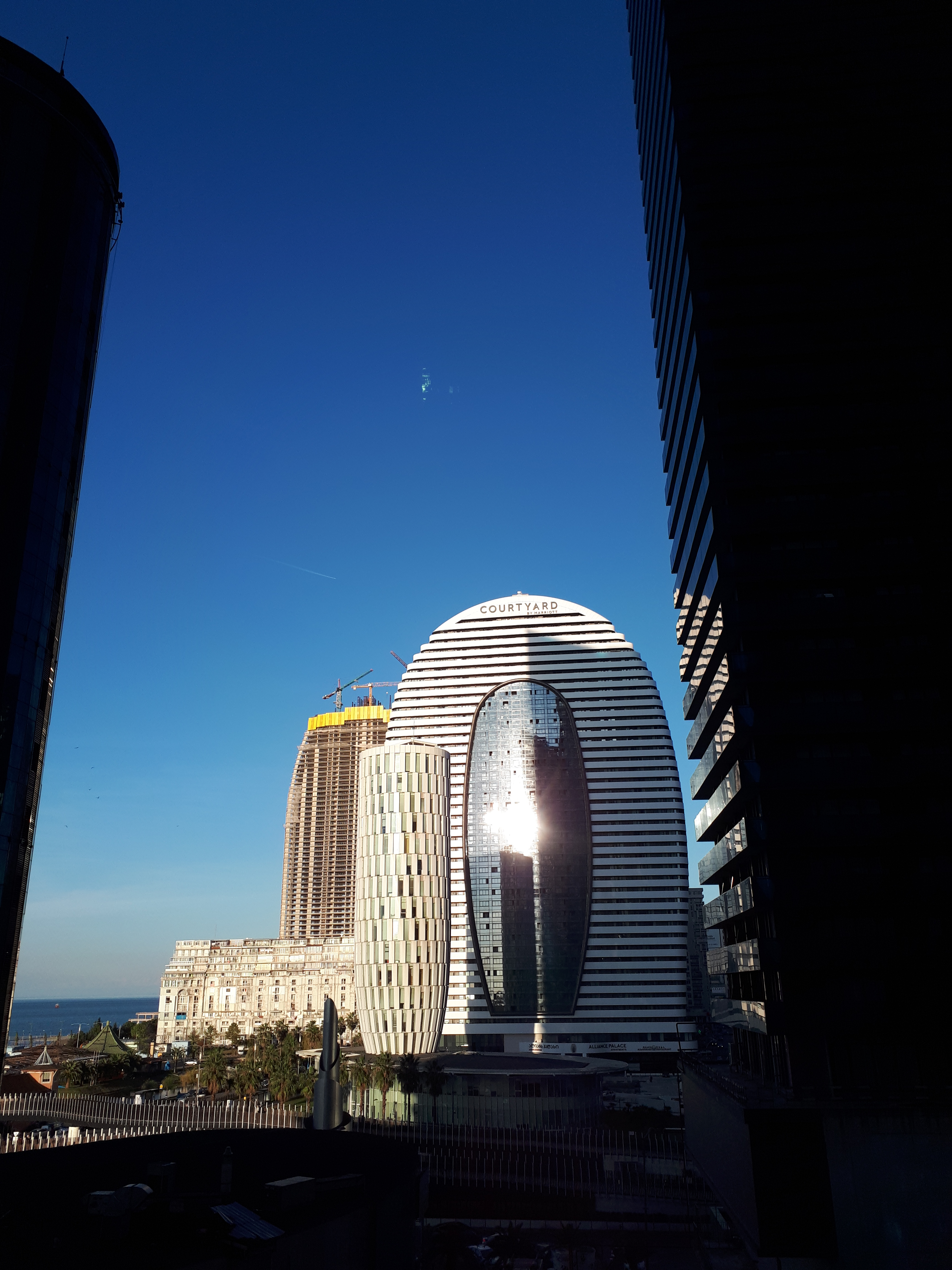
architecture moderne à Batoumi, Marriott Hotel
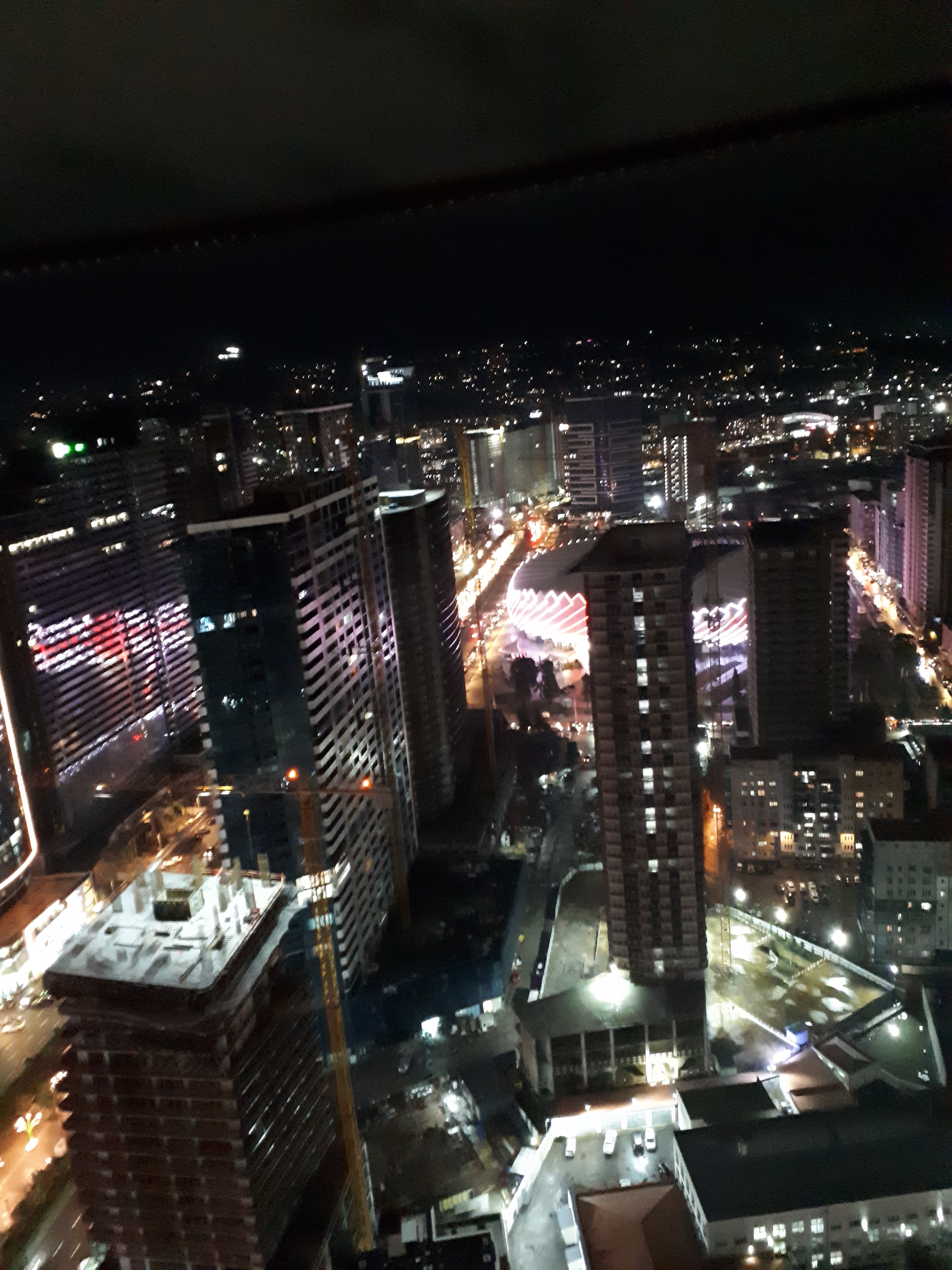
Batoumi de nuit, prise du 50e étage d’un hôtel, le stade illuminé au centre de l’image
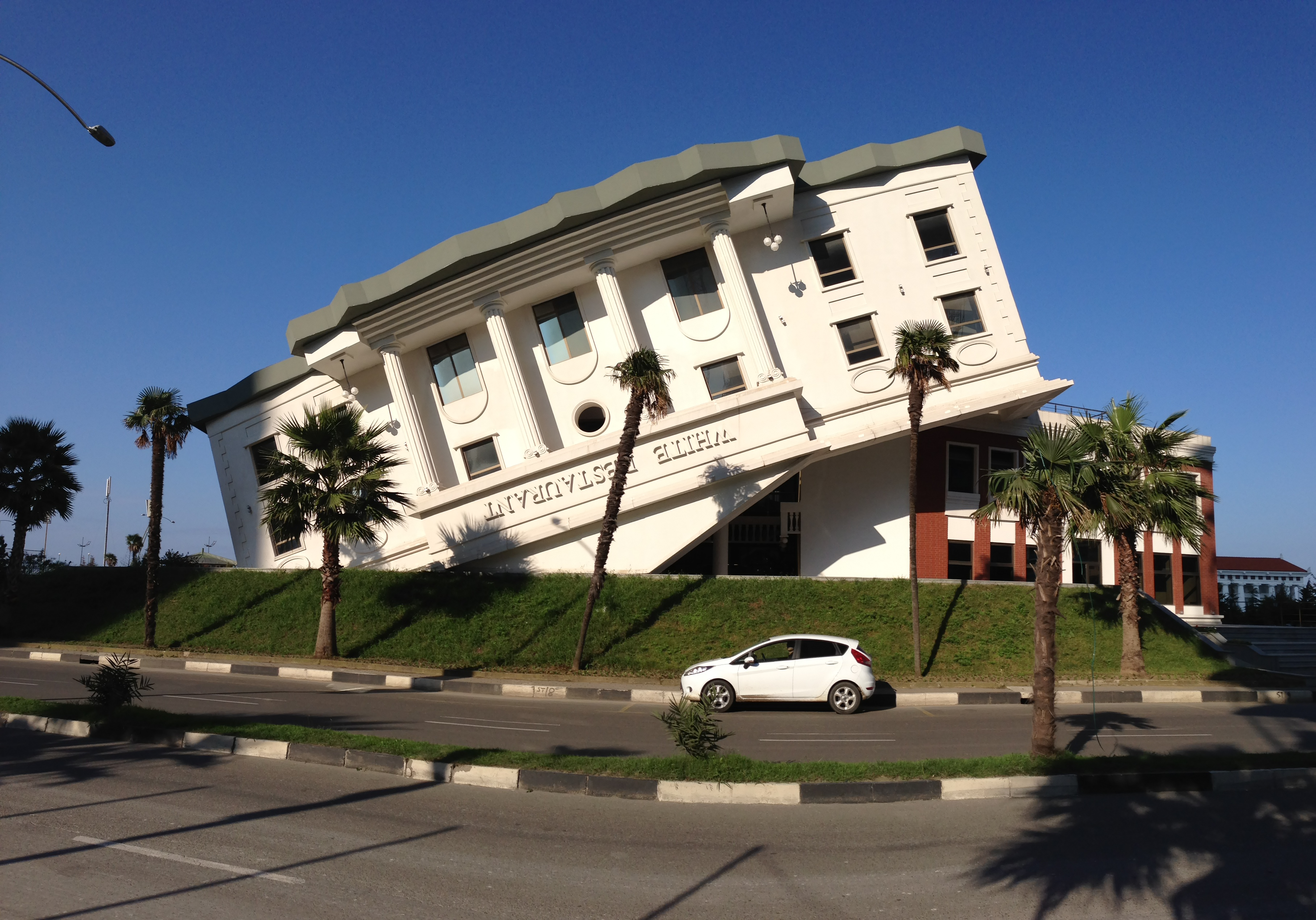
Fantaisie architecturale typique de Batoumi, le « restaurant blanc renversé ».
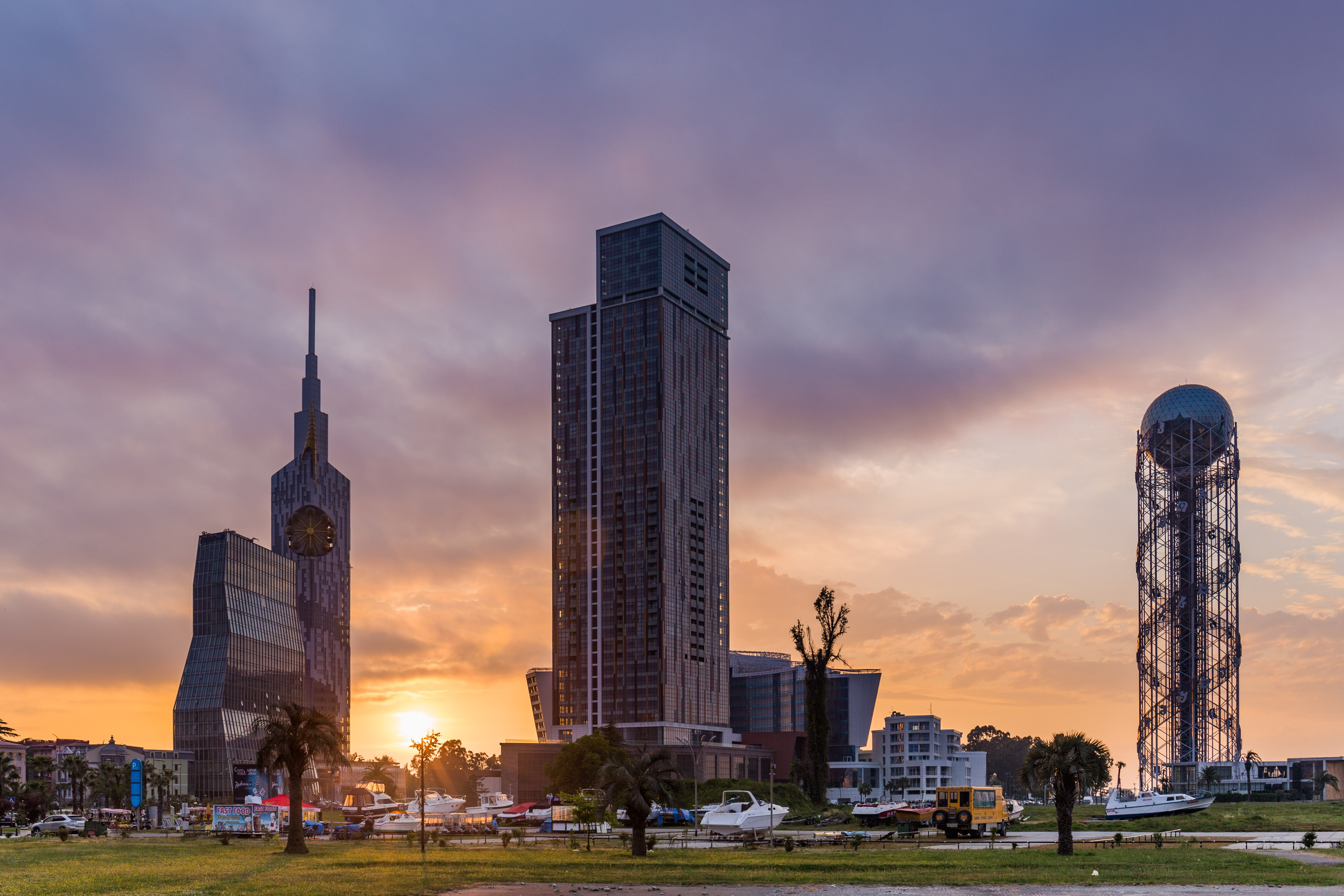
La tour alphabétique, à droite de l'image.

## Religions
Batoumi est majoritairement orthodoxe mais il y a des minorités musulmane, juive, catholique romaine et arménienne apostolique.
Tous possèdent des lieux de culte, par exemple : cathédrale de la Vierge Marie, églises du roi Pharnabaze, de Ste-Barbe et d'autres plus petites pour les orthodoxes géorgiens, Saint-Nicolas pour les orthodoxes russes, du Saint-Esprit pour les catholiques romains

Culte
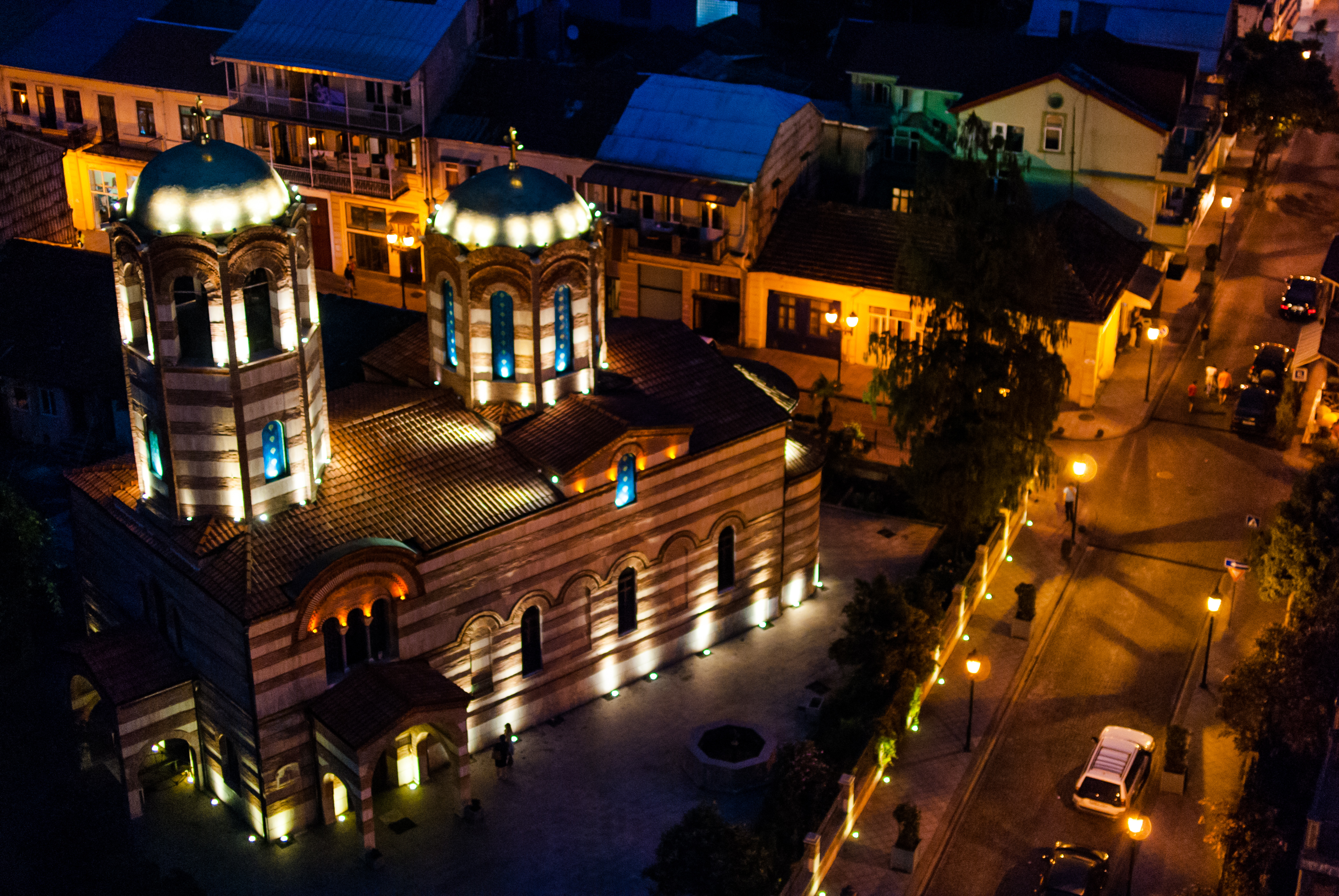
Église orthodoxe du roi Pharnabaze
Cathédrale orthodoxe de la Vierge Marie.
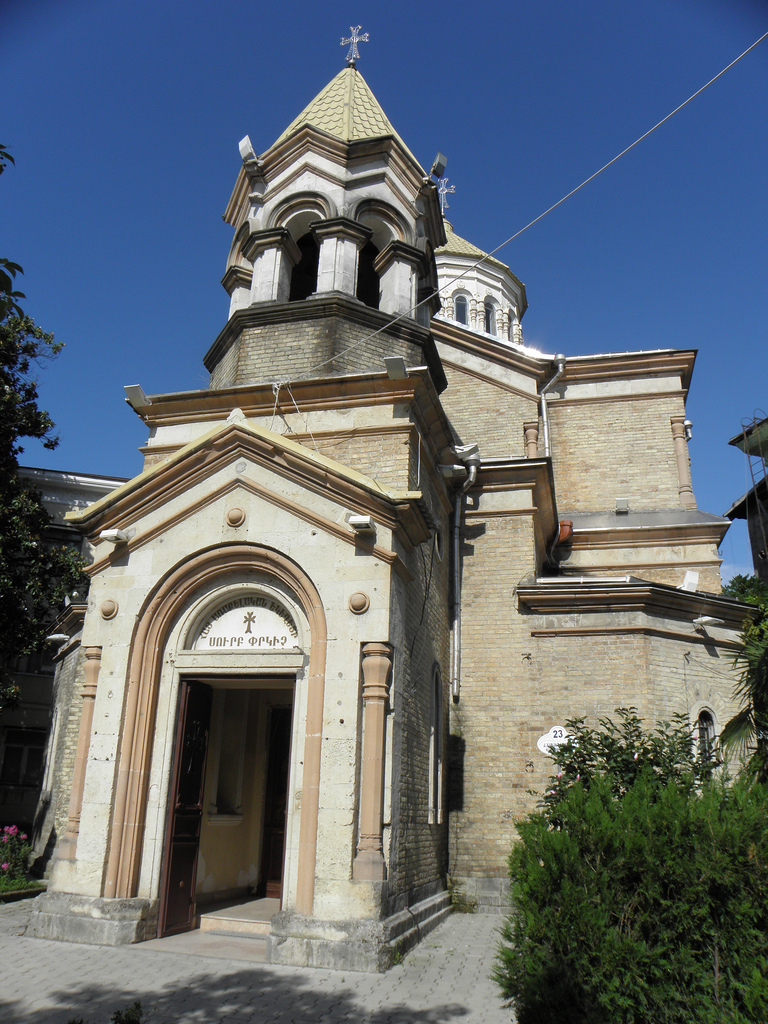
Église arménienne.
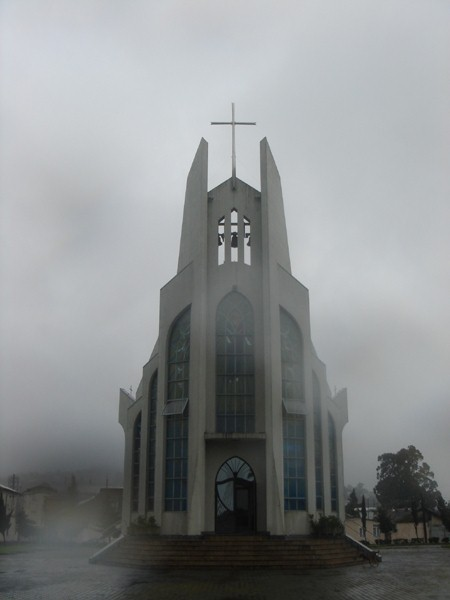
L'église catholique romaine du St-Esprit.
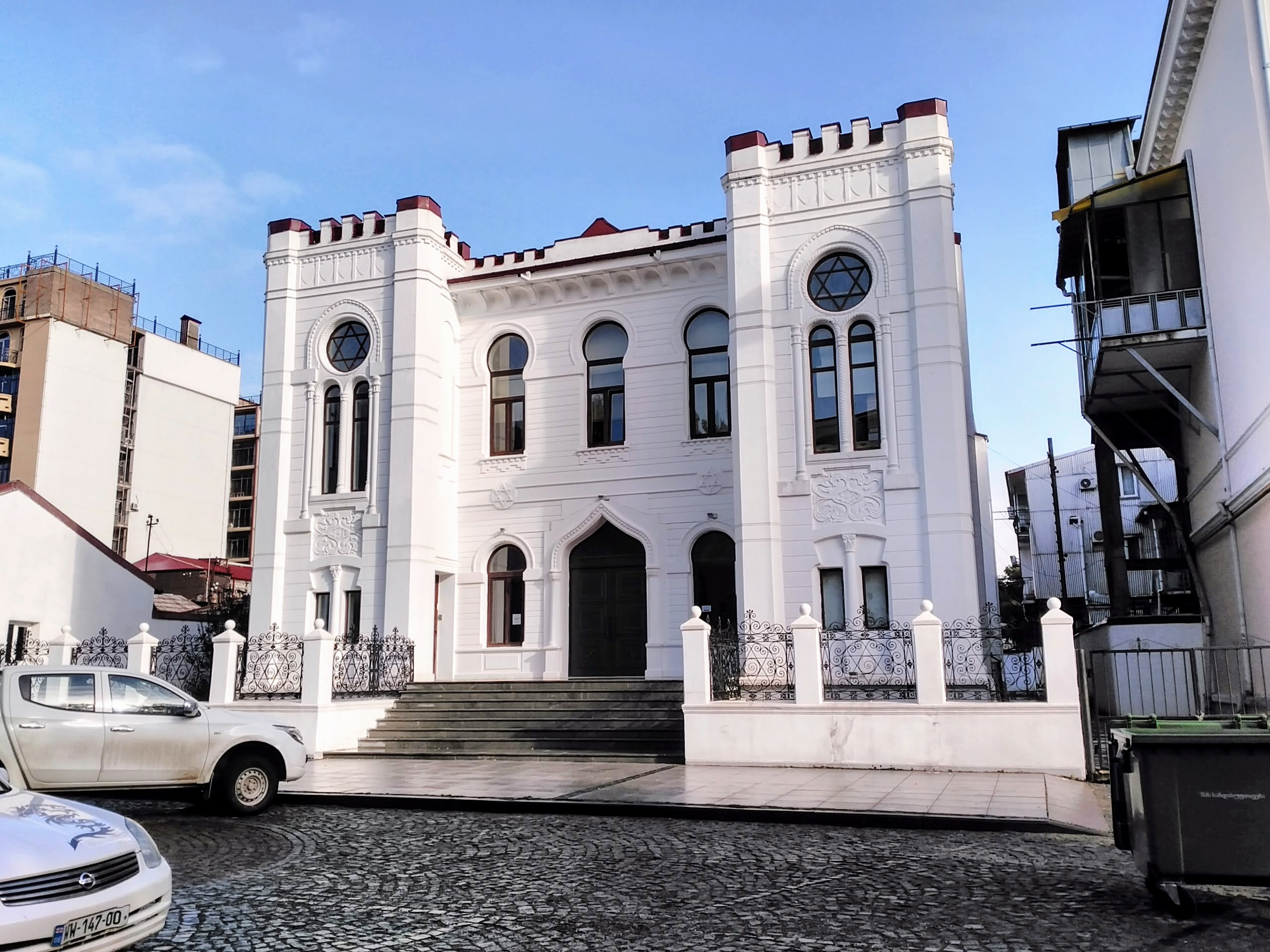
Synagogue de Batoumi.
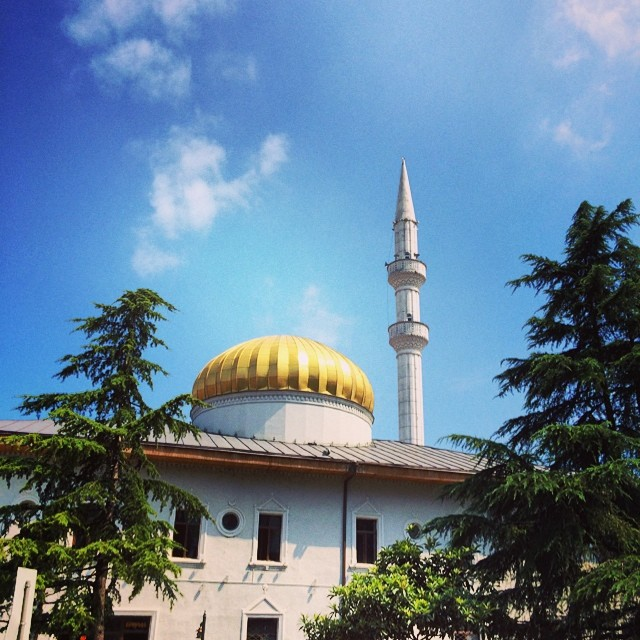
Mosquée de Batoumi.

## Transports

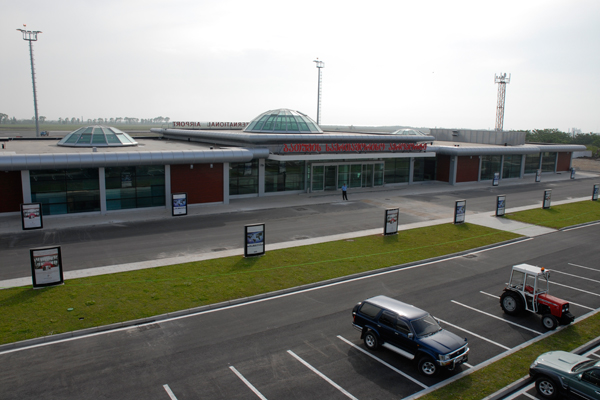
Aéroport International de Batoumi.

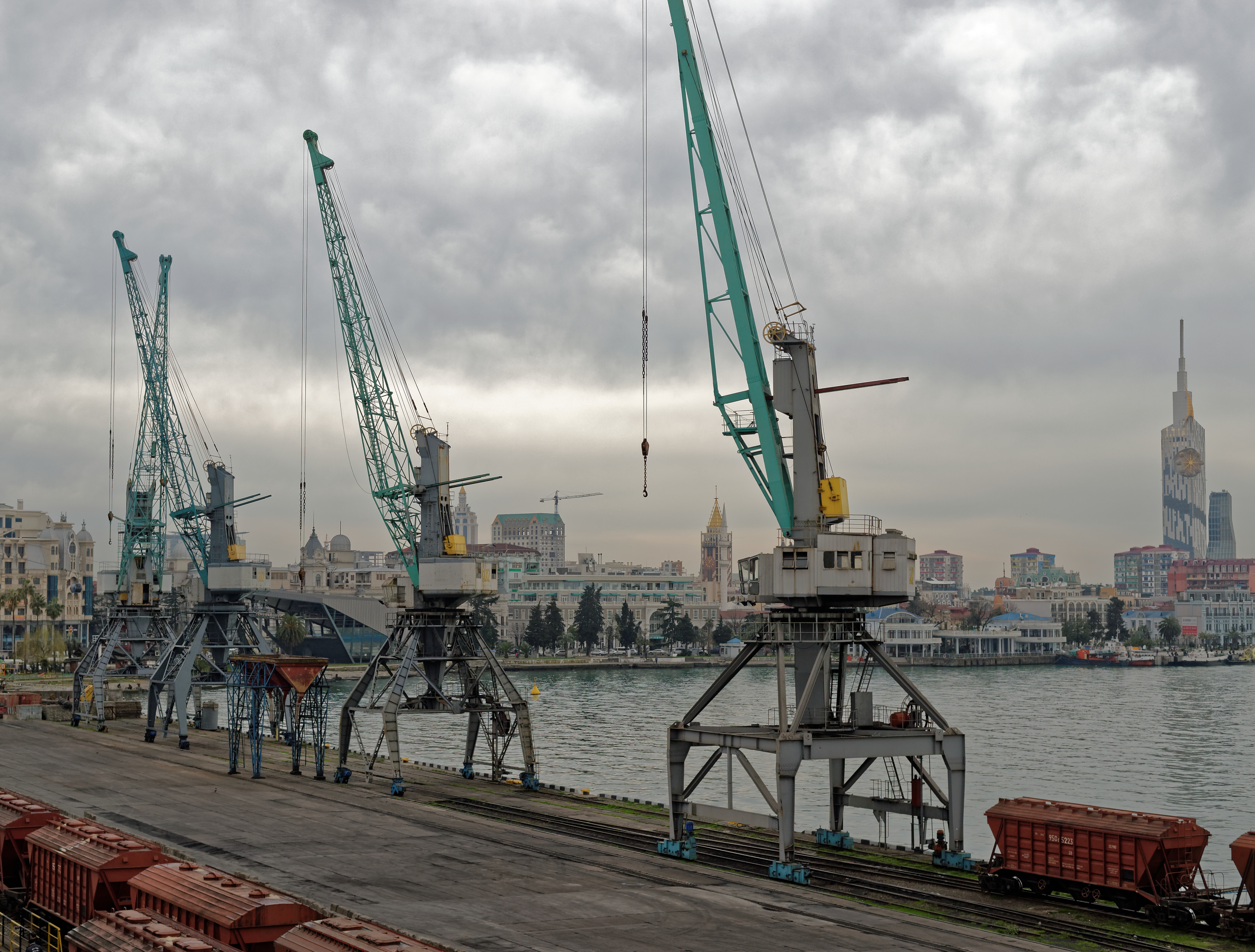
Le port de Batoumi.

Batoumi est desservie par l’aéroport international de Batoumi-Alexandre-Kartveli (code AITA), l'un des trois aéroports internationaux du pays.
Le nouvel édifice a été inauguré en 2007.
Il a été construit et il est géré par la société TAV Airports Holding (en) du Groupe ADP.
La ville est équipée d'un système de vélos en libre service, le Batumvélo.
Les principaux types de transports publics sont les bus, les minibus et les taxis. Batoumi dispose de bus électriques modernes. L'utilisation du service est possible par BATUMICARD, carte de transport ou cartes de débit/crédit. Les bus relient presque tous les quartiers de la ville.
Le port de Batoumi se trouve sur l'une des routes du pont terrestre eurasien (en) qui fait partie de la nouvelle route de la soie, qui comprendrait une liaison de transport de marchandises vers la Chine via l'Azerbaïdjan et la mer Caspienne, et une liaison occidentale par bateau vers L'Ukraine et l'Europe.

## Culture
La ville de Batoumi possède un important jardin botanique et parmi ses monuments la forteresse de Tamara (XIe et XIIIe siècles).
À l'époque soviétique, le théâtre dramatique (1952), l'hôtel Intourist (1939) et le cinéma Tbilissi (1964) sont construits. La ville possède aussi des statues de Pouchkine, du poète géorgien Vaja Pshavela et de Chota Roustaveli.
La ville Batoumi à la fin des années 1920 sous administration soviétique est le cadre du roman Les Gens d'en face de Georges Simenon paru en 1933.
Batoum et Les Menchéviks en Géorgie d'Ossip Mandeldstam évoquent la ville au début des années 1920.
Batoumi abrite trois universités, dont l'Université d'État Shota Rustaveli (en).
Batoumi a aussi une école d'art et une académie navale.
La ville compte de nombreux théâtres et musées.

## Sport
Le FC Dinamo Batoumi, basé dans la ville, joue dans la plus haute ligue du pays, la Ligue Erovnuli.
Entre 2018 et 2020, un nouveau stade de football a été construit pour le Dinamo Batoumi car l'ancien stade central de Batoumi n'était plus utilisable depuis 2006.
Le stade de Batoumi peut accueillir 20 035 personnes.

## Personnalités liées à la ville

### Personnalités issues de la culture
- Nathalie Henneberg, écrivaine russe puis française, y est née en 1910.
- Joannis Avramidis, sculpteur austro-grec, y est né en 1922.
- Arcadi Strougatski, écrivain soviétique, y est né en 1925.
- Irakli Kvirikadze, réalisateur, producteur et scénariste soviétique puis russe, y est né en 1939.
- Avtandil Makharadze, acteur soviétique puis géorgien, y est né en 1943.
- Valery Meladze, chanteur russe, y est né en 1965.
- Sopho Khalvachi, chanteuse géorgienne, y est née en 1986.
- Khatia Buniatichvili, pianiste géorgienne, y est née en 1987.
- Andria Putkaradze, gagnant du Concours Eurovision de la chanson junior 2024, y est né en 2013.

### Personnalités issues de l'économie
- Alexandre Ebralidze, homme d'affaires soviétique puis russe, d'origine géorgienne, y est né en 1955.

### Personnalités issues de la politique
- Herbert Backe, ministre allemand, y est né en 1896.
- Aslan Abachidze, homme politique soviétique puis géorgien, ancien président de l'Adjarie, y est né en 1938.
- Levan Varchalomidze, homme politique géorgien, président de l'Adjarie, y est né en 1972.
- Irakli Alassania, homme politique géorgien, ancien ministre, y est né en 1973.

### Personnalités issues des sciences
- Nicolas Florine, ingénieur aéronautique russe puis belge, y est né en 1891.
- Grigori Moïssevitch Maïranovski, biochimiste soviétique, y est né en 1899.
- Tateos Agekian, astrophysicien soviétique puis arménien, y est né en 1913.
- Fiodor Iourtchikhine, cosmonaute russe, y est né en 1959.

### Personnalités issues du sport
- Givi Kartoziya, lutteur soviétique, y est né en 1929.
- Vladimir Baguirov, joueur et entraîneur d'échecs soviétique, y est né en 1936.
- David Gvantseladze, lutteur soviétique, y est né en 1937.
- Ilya Datunashvili, footballeur soviétique, y est né en 1937.
- Anzor Kavazachvili, footballeur soviétique, y est né en 1940.
- Vakhtang Koridze, footballeur soviétique, y est né en 1949.
- Guiorgi Thelidze, footballeur géorgien, y est né en 1986.
- Goudja Roukhaia, footballeur russe, y est né en 1987.
- Salome Melia, joueuse d'échecs géorgienne, y est née en 1987.
- Nino Batsiachvili, joueuse d'échecs géorgienne, y est née en 1987.

## Jumelages
La ville de Batoumi est jumelée avec :
| Ville | Ville                | Pays | Pays        | Période                    |
| ----- | -------------------- | ---- | ----------- | -------------------------- |
|       | Artvin               |      | Turquie     |                            |
|       | Ashdod,              |      | Israël      | depuis le 7 mai 2012       |
|       | Ağcabədi             |      | Azerbaïdjan |                            |
|       | Bari                 |      | Italie      | depuis 1987                |
|       | Bourgas,             |      | Bulgarie    | depuis le 4 novembre 2009  |
|       | Brest,               |      | Biélorussie | depuis le 24 avril 2015    |
|       | Charm el-Cheikh      |      | Égypte      | depuis le 12 août 2014     |
|       | Daugavpils,          |      | Lettonie    | depuis le 3 août 2012      |
|       | Donetsk,             |      | Ukraine     | depuis le 25 août 2013     |
|       | Jurmala              |      | Lettonie    | depuis le 27 novembre 2014 |
|       | Kislovodsk           |      | Russie      | depuis le 25 octobre 1997  |
|       | Kuşadası             |      | Turquie     | depuis le 15 octobre 2010  |
|       | La Nouvelle-Orléans, |      | États-Unis  | depuis le 3 mai 2012       |
|       | Le Pirée             |      | Grèce       | depuis le 1er mars 1996    |
|       | Marbella             |      | Espagne     | depuis le 27 juillet 2010  |
|       | Mykolaïv             |      | Ukraine     |                            |
|       | Nakhitchevan,        |      | Azerbaïdjan | depuis le 8 juin 2012      |
|       | Netanya,             |      | Israël      | depuis 2018                |
|       | Nysa                 |      | Pologne     | depuis 2017                |
|       | Ordu                 |      | Turquie     | depuis le 26 février 2011  |
|       | Paphos               |      | Chypre      | depuis 2016                |
|       | Prague 1             |      | Tchéquie    | depuis 2013                |
|       | Rio de Janeiro       |      | Brésil      |                            |
|       | Rostock,             |      | Allemagne   | depuis 2012                |
|       | Saint-Sébastien      |      | Espagne     | depuis le 7 juin 1987      |
|       | Savannah             |      | États-Unis  | depuis 1992                |
|       | Ternopil             |      | Ukraine     | depuis le 26 août 2011     |
|       | Trébizonde           |      | Turquie     | depuis le 20 avril 2000    |
|       | Vanadzor,            |      | Arménie     | depuis le 16 novembre 2006 |
|       | Vérone               |      | Italie      | depuis le 17 décembre 2010 |
|       | Vólos                |      | Grèce       | depuis le 29 juillet 2007  |
|       | Yalova               |      | Turquie     | depuis le 25 mai 2012      |
|       | Yalta                |      | Ukraine     | depuis le 29 janvier 2008  |
|       | Zibo                 |      | Chine       |                            |
|       | Ürümqi,              |      | Chine       | depuis 2015                |